# Заточування
Заточування — операція по обробці ріжучої кромки різального інструменту, що дозволяє швидко зняти шар металу і задати їй необхідну форму. Після заточування виконуються операції доведення і полірування для надання ріжучій кромці остаточної геометрії і форми, кута загострення, класу шорсткості тощо.